# Трояновский, Эдуард Валентинович
Эдуа́рд Валенти́нович Трояно́вский (род. 30 мая 1980, Омск) — российский боксёр-профессионал, выступающий в лёгкой и 1-й полусредней весовых категориях. Чемпион мира по версиям IBF (2015—2016) и IBO (2015—2016). Чемпион Азии по версии PABA (2012—2013).Чемпион Европы по версии WBO (2010).
Трояновский известен также как кикбоксер, является чемпионом России по кикбоксингу, чемпионом Европы, призёром мировых первенств. В обеих дисциплинах имеет звание мастера спорта.

## Биография
Эдуард Трояновский родился 30 мая 1980 года в Омске, но спустя какое-то время их семья переехала на постоянное жительство в Орёл. Спортом увлёкся с детства, учась в пятом классе, записался в секцию тяжёлой атлетики.

## Кикбоксинг
Начиная с 2005 года параллельно с карьерой боксёра решил попробовать себя в кикбоксинге и добился на этом поприще хороших результатов: в 2009 году завоевал звания чемпиона Центрального федерального округа и России, также становился чемпионом СНГ, чемпионом Европы, серебряным и дважды бронзовым призёром первенств мира (полный контакт и полный контакт с лоу-киком). В 2006 и 2007 годах получил звание мастера спорта по кикбоксингу и боксу соответственно, в 2011 году за достижения в кикбоксинге был признан лучшим спортсменом Орловской области.

## Бокс

### Любительская карьера
В возрасте шестнадцати лет под руководством тренера Владимира Редина стал активно заниматься боксом. После школы поступил в железнодорожное училище, в период 1999—2001 проходил службу в вооружённых силах, был связистом ПВО, по возвращении продолжил выступать на ринге, а вскоре выполнил норматив кандидата в мастера спорта.

### Профессиональная карьера
В ноябре 2009 года Трояновский провёл свой первый бой в профессиональном боксе, по очкам победил немца Рихарда Цварга. Потом одержал в Германии ещё семь побед подряд и в восьмом своём поединке завоевал вакантный титул чемпиона Европы по версии WBO, однако после этого в его боксёрской карьере наступил большой перерыв, из-за проблем с организацией матчей и конфликта с менеджером пришлось отдать чемпионский пояс без боя. В 2012 году спортсмен вернулся на ринг, заключив контракт с известным российским промоутером Владимиром Хрюновым, выиграл два боя на территории России и получил право побороться за вакантный титул чемпиона PABA. Став обладателем титула, уже трижды защитил его.
Весной 2014 года должен был драться с чемпионом мира Ричардом Абрилем, однако из-за травм обоих спортсменов бой несколько раз переносился и в итоге так и не состоялся. Вместо этого Трояновский встретился с представителем Никарагуа Хосе Альфаро, нокаутировал его и завоевал вакантный титул интернационального чемпиона по версии WBA.

#### Чемпионский бой с Сесаром Рене Куэнкой
4 ноября 2015 года Трояновский, владевший второстепенным титулом чемпиона мира по версии IBO, встретился с одним из основных чемпионов, Сесаром Рене Куэнкой, владевшим титулом IBF. Трояновский доминировал по ходу боя и выиграл все раунды. В 6-м раунде случился острый эпизод. В сближении Трояновский нанёс короткий удар, а Куэнка пригнувшись, поднялся и опрокинул Эдуарда. Эдуард, падая, толкнул Куэнку, и после падения Куэнка заявил что не может продолжать бой, ссылаясь на травму от падения. Команда Куэнки, рассчитывовшая на дисквалификацию Трояновского или признание боя несостоявшимся, апеллировала на запрещённые удары, но после тщательного анализа, победу техническим нокаутом присудили Трояновскому, который стал новым чемпионом мира по версии IBF.

#### Реванш с Сесаром Рене Куэнкой
8 апреля 2016 года состоялся реванш с аргентинцем Сесаром Рене Куэнкой. Трояновский выиграл бой техническим нокаутом в 7 раунде и защитил титулы IBF и IBO.

#### Бой с  Кеитой Обара
9 сентября 2016 года состоялся бой с японцем Кеитой Обара, который завершился победой Трояновского техническим нокаутом во втором раунде.

#### Бой с Джулиусом Индонго
3 декабря 2016 года проиграл в первом раунде тяжёлым нокаутом намибийцу Джулиусу Индонго, таким образом потеряв свои титулы.

#### Бой с Микеле Ди Рокко
1 июля 2017 года в Москве в зрелищном бою нокаутировал в 4 раунде опытного итальянца Микеле Ди Рокко.

## Статистика профессиональных боёв
В таблице перечислены результаты всех поединков боксёров.
В каждой строке указан результат поединка. Дополнительно номер поединка обозначен цветом, который обозначает итог поединка. Расшифровка обозначений и цветов представлена в нижеследующей таблице.
| Пример | Расшифровка                     |
| ------ | ------------------------------- |
|        | Победа                          |
|        | Ничья                           |
|        | Поражение                       |
|        | Планируемый поединок            |
|        | Поединок признан несостоявшимся |
| КО     | Нокаут                          |
| ТКО    | Технический нокаут              |
| PTS    | Решение судей (по очкам)        |
| UD     | Единогласное решение судей      |
| MD     | Решение большинства судей       |
| SD     | Раздельное решение судей        |
| RTD    | Отказ от продолжения боя        |
| DQ     | Дисквалификация                 |
| NC     | Поединок признан несостоявшимся |

| Бой  | Дата             | Соперник                       | Место проведения                        | Раундов    | Примечание |
| ---- | ---------------- | ------------------------------ | --------------------------------------- | ---------- | --- |
| 28-2 | 14 ноября 2019   | Йозеф Заградник (11-3)         | Отель Азимут, Санкт-Петербург, Россия   | UD10 (10)  | Завоевал вакантный титул чемпиона Евразии по версии Европейского Боксерского Парламента (ЕBP).                           |
| 27-2 | 7 октября 2018   | Кирилл Релих (22-2)            | Arena, Иокогама, Япония                 | UD12 (12)  | Бой за титул чемпиона мира WBA, четвертьфинал WBSS2.                                                                     |
| 27-1 | 27 ноября 2017   | Карлос Мануэль Портильо (21-0) | Лужники, Москва, Россия                 | KO1 (12)   | |
| 26-1 | 1 июля 2017      | Микеле ди Рокко (41-2-1)       | Лужники, Москва, Россия                 | KO4 (10)   | |
| 25-1 | 3 декабря 2016   | Джулиус Индонго (20-0)         | Мегаспорт, Москва, Россия               | KO1 (12)   | Бой за титул чемпиона мира по версиям IBF, 3-я защита Трояновского, IBO, 4-я защита Трояновского.                        |
| 25-0 | 9 сентября 2016  | Кеита Обара (16-1-1)           | Крылья Советов, Москва, Россия          | TKO2 (12)  | Бой за титул чемпиона мира по версиям IBF, 2-я защита Трояновского, IBO, 3-я защита Трояновского.                        |
| 24-0 | 8 апреля 2016    | Сесар Рене Куэнка (48-1-0)     | Крылья Советов, Москва, Россия          | TKO7 (12)  | Бой за титул чемпиона мира по версиям IBF, 1-я защита Трояновского, IBO, 2-я защита Трояновского.                        |
| 23-0 | 4 ноября 2015    | Сесар Рене Куэнка (48-0-0)     | Татнефть-Арена, Казань, Россия          | TKO6 (12)  | Бой за титул чемпиона мира по версии IBF, 1-я защита Куэнки, титул чемпиона мира по версии IBO, 1-я защита Трояновского. |
| 22-0 | 22 июня 2015     | Рональд Понтильяс (17-7-3)     | Академия бокса, Москва, Россия          | KO3 (10)   | |
| 21-0 | 10 апреля 2015   | Айк Шахназарян (15-1)          | Лужники, Москва, Россия                 | KO8 (12)   | Бой за вакантный титул IBO.                                                                                              |
| 20-0 | 28 ноября 2014   | Хосе Агустин Ферия (16-1-1)    | Лужники, Москва, Россия                 | KO2 (12)   | Бой за вакантный титул WBA Inter-Continental                                                                             |
| 19-0 | 24 октября 2014  | Хосе Альфаро (27-8-1)          | Лужники, Москва, Россия                 | TKO5 (12)  | Бой за вакантный титул WBA International.                                                                                |
| 18-0 | 30 мая 2014      | Антон Бекиш (5-10)             | Лужники, Москва, Россия                 | TKO4 (10)  | |
| 17-0 | 21 декабря 2013  | Аллан Камоте (23-6-4)          | Крылатское, Москва, Россия              | TKO2 (8)   | Камоте был в нокдауне в первом и втором раундах.                                                                         |
| 16-0 | 15 ноября 2013   | Майкл Одхиамбо (11-4-0)        | Дворец зрелищ и спорта, Барнаул, Россия | KO2 (10)   | |
| 15-0 | 17 мая 2013      | Луис Самбрано (10-2-0)         | Crocus City Hall, Красногорск, Россия   | KO2 (12)   | Третья защита титула чемпиона PABA.                                                                                      |
| 14-0 | 8 марта 2013     | Орлен Падилла (19-4-1)         | Крылья Советов, Москва, Россия          | TKO2 (12)  | Вторая защита титула чемпиона PABA.                                                                                      |
| 13-0 | 17 декабря 2012  | Вальтер Эстрада (42-15-1)      | Crocus City Hall, Красногорск, Россия   | TKO2 (12)  | Первая защита титула чемпиона PABA.                                                                                      |
| 12-0 | 18 сентября 2012 | Джозеф Миноса (14-3-0)         | Варшавка Sky, Москва, Россия            | RTD7 (12)  | Бой за вакантный титул чемпиона PABA.                                                                                    |
| 11-0 | 20 июня 2012     | Клаудинеи Ласерду (14-3-0)     | ЦСКА, Москва, Россия                    | TKO10 (10) | Трояновский был в нокдауне в 9-м раунде.                                                                                 |
| 10-0 | 4 апреля 2012    | Евгений Круглик (10-14-3)      | Crocus City Hall, Красногорск, Россия   | UD6 (6)    | |
| 9-0  | 4 декабря 2010   | Матт Зеган (42-5-2)            | SCC, Шверин, Германия                   | TKO3 (12)  | Бой за вакантный титул чемпиона Европы WBO.                                                                              |
| 8-0  | 9 октября 2010   | Ян Балог (1-1-0)               | KSC Box-Halle, Галле, Германия          | TKO4 (8)   | |
| 7-0  | 11 сентября 2010 | Мауриций Гойко (13-19-1)       | Биттерфельд, Германия                   | TKO1 (6)   | |
| 6-0  | 14 августа 2010  | Петер Шобанов (0-1-0)          | KSC Fight Club, Галле, Германия         | TKO2 (6)   | |
| 5-0  | 26 июня 2010     | Сулейман Даг (4-14-0)          | KSC Fight Club, Галле, Германия         | TKO2 (6)   | |
| 4-0  | 5 июня 2010      | Мирко Пенц (2-5-0)             | Brandberge, Галле, Германия             | TKO1 (6)   | |
| 3-0  | 19 мая 2010      | Томас Фрайтаг (0-5-0)          | KSC-Sporthalle, Галле, Германия         | PTS4 (4)   | |
| 2-0  | 4 декабря 2009   | Исса эль Шлейман (1-0-0)       | Brandberge, Галле, Германия             | TKO1 (4)   | |
| 1-0  | 28 ноября 2009   | Рихард Цварг (0-4-0)           | KSC-Sporthalle, Галле, Германия         | PTS4 (4)   | |